# ベータ関数
数学におけるベータ関数（ベータかんすう、英: beta function）とは、特殊関数のひとつである。ベータ関数は、第一種オイラー積分とも呼ばれる（なお、ベータ関数と深い関わりをもつガンマ関数は、第二種オイラー積分と呼ばれる）。
一般化された関数として、セルバーグ積分がある。

## 定義
{\displaystyle \Re (x)>0}, {\displaystyle \Re (y)>0} を満たす複素数 {\displaystyle x}, {\displaystyle y} に対して、ベータ関数は次式で定義される:
{\displaystyle \mathrm {B} (x,\,y):=\int _{0}^{1}t^{x-1}(1-t)^{y-1}\,{\rm {d}}t.}

## 性質

### 対称性
ベータ関数は次のような対称性を持つ。
{\displaystyle \mathrm {B} (x,\,y)=\mathrm {B} (y,\,x).}

#### 証明
置換積分による計算を行う。{\displaystyle u=1-t} とおくと、{\displaystyle {\rm {d}}t=-{\rm {d}}u} であり、また積分区間は {\displaystyle t\colon 0\to 1} から {\displaystyle u\colon 1\to 0} へと変化するから、
{\displaystyle {\begin{aligned}\mathrm {B} (x,\,y)&=\int _{0}^{1}t^{x-1}(1-t)^{y-1}\,{\rm {d}}t\\&=-\int _{1}^{0}(1-u)^{x-1}u^{y-1}\,{\rm {d}}u\\&=\int _{0}^{1}(1-u)^{x-1}u^{y-1}\,{\rm {d}}u\\&=\int _{0}^{1}t^{y-1}(1-t)^{x-1}\,{\rm {d}}t\\&=\mathrm {B} (y,\,x).\end{aligned}}}
したがって、{\displaystyle \mathrm {B} (x,\,y)=\mathrm {B} (y,\,x)} が示された。

### 関数等式
ベータ関数は次の関係式を満たす。
- {\displaystyle x\mathrm {B} (x,\,y+1)=y\mathrm {B} (x+1,\,y).}

- {\displaystyle \mathrm {B} (x,\,y)=\mathrm {B} (x+1,\,y)+\mathrm {B} (x,\,y+1).}

- {\displaystyle (x+y)\mathrm {B} (x,\,y+1)=y\mathrm {B} (x,\,y).}

- {\displaystyle \mathrm {B} (x,\,x)=2^{1-2x}\mathrm {B} \left({\frac {1}{2}},\,x\right).}

- {\displaystyle \mathrm {B} (x,\,y)\,\mathrm {B} (x+y,\,z)=\mathrm {B} (y,\,z)\,\mathrm {B} (y+z,\,x)=\mathrm {B} (z,\,x)\,\mathrm {B} (z+x,\,y).}

### 積分表示
変数変換を行うことで、以下の形にも表示できる。いずれも、定義域は {\displaystyle \Re (x)>0}、{\displaystyle \Re (y)>0} である。
- {\displaystyle \mathrm {B} (x,\,y)=2\int _{0}^{\pi /2}\sin ^{2x-1}\theta \cos ^{2y-1}\theta \,{\rm {d}}\theta .}

- {\displaystyle \mathrm {B} (x,\,y)=\int _{0}^{\infty }{\frac {t^{x-1}}{(1+t)^{x+y}}}\,{\rm {d}}t.}

- {\displaystyle \mathrm {B} (x,\,y)={\frac {1}{2^{x+y-1}}}\int _{-1}^{1}(1+t)^{x-1}(1-t)^{y-1}\,{\rm {d}}t.}

### ポッホハマーの表示
{\displaystyle \log(\zeta (\zeta -1))} のリーマン面上の積分路として、実軸上の {\displaystyle (0,1)} 内の点から出発し、{\displaystyle 1} を正の向きに、{\displaystyle 0} を正の向きに、{\displaystyle 1} を負の向きに、{\displaystyle 0} を負の向きの順で回って、元の点に戻るポッホハマーの積分路を取れば、次のポッホハマーの表示が成り立つ。
{\displaystyle \left(1-e^{2\pi ix}\right)\left(1-e^{2\pi iy}\right)\mathrm {B} (x,\,y)=\int _{C}\zeta ^{x-1}(1-\zeta )^{y-1}\,{\rm {d}}\zeta .}

### ガンマ関数との関係
ベータ関数は、次のようにガンマ関数と結び付く。
{\displaystyle \mathrm {B} (x,\,y)={\frac {\Gamma (x)\,\Gamma (y)}{\Gamma (x+y)}}.}

### 級数表示
{\displaystyle \mathrm {B} (x,\,y)={\frac {1}{y}}\sum _{n=0}^{\infty }(-1)^{n}{\frac {y^{\underline {n+1}}}{n!(x+n)}}.}
ただし、{\displaystyle x^{\underline {n}}} は下降階乗冪:
{\displaystyle x^{\underline {n}}=x(x-1)(x-2)\cdots (x-n+1),}
である。

### 無限乗積表示
{\displaystyle \mathrm {B} (x,\,y)={\frac {x+y}{xy}}\,\prod _{n=1}^{\infty }\left(1+{\frac {xy}{n(x+y+n)}}\right)^{-1}.}

### 評価
スターリングの公式より、複素数{\displaystyle x}、{\displaystyle y} の実部が十分大きな正の値であるとき、
{\displaystyle \mathrm {B} (x,\,y)\sim {\sqrt {2\pi }}{\frac {x^{x-1/2}\,y^{y-1/2}}{(x+y)^{x+y-1/2}}}.}
一方、{\displaystyle x} が十分大きく {\displaystyle y} が固定されているとき、
{\displaystyle \mathrm {B} (x,\,y)\sim \mathrm {\Gamma } (y)\,x^{-y}.}

### 特殊値
複素数 {\displaystyle x} に対して、以下が成り立つ。
- {\displaystyle \mathrm {B} (1,\,x)={\frac {1}{x}}.}
- {\displaystyle \mathrm {B} (x,\,1-x)={\frac {\pi }{\sin(\pi x)}}\qquad (x\notin \mathbb {Z} ).}
- {\displaystyle \mathrm {B} \left({\frac {1}{2}},\,x\right)={\frac {2^{2x-1}\{\Gamma (x)\}^{2}}{\Gamma (2x)}}.}

特に、{\displaystyle \mathrm {B} \left({\frac {1}{2}},\,{\frac {1}{2}}\right)=\pi .}
非負の整数 {\displaystyle l}、{\displaystyle m} に対して、以下が成り立つ。
- {\displaystyle \mathrm {B} (l+1,\,m+1)={\frac {l!\,m!}{(l+m+1)!}}={\frac {1}{(l+m+1){\dbinom {l+m}{m}}}}.}
- {\displaystyle \mathrm {B} \left(l+{\frac {1}{2}},\,m+1\right)={\frac {2^{2m+1}\,(2l)!\,m!\,(l+m)!}{l!\,(2l+2m+1)!}}={\frac {2\,(2l-1)!!\,(2m)!!}{(2l+2m+1)!!}}.}
- {\displaystyle \mathrm {B} \left(l+{\frac {1}{2}},\,m+{\frac {1}{2}}\right)={\frac {\pi \,(2l)!\,(2m)!}{2^{2l+2m}\,l!\,m!\,(l+m)!}}={\frac {\pi \,(2l-1)!!\,(2m-1)!!}{(2l+2m)!!}}.}